# 2003 QE91
2003 QE91, também escrito como 2003 QE91, é um objeto transnetuniano que está localizado no Cinturão de Kuiper, uma região do Sistema Solar. Este corpo celeste é classificado como um cubewano. Ele possui uma magnitude absoluta de 7,3 e tem um diâmetro estimado com 167 km.

## Descoberta
2003 QE91 foi descoberto no dia 23 de agosto de 2003 pelo astrônomo Marc W. Buie.

## Órbita
A órbita de 2003 QE91 tem uma excentricidade de 0,045 e possui um semieixo maior de 42,802 UA. O seu periélio leva o mesmo a uma distância de 39,308 UA em relação ao Sol e seu afélio a 44,726 UA.